# Kênia Barros
Pour les articles homonymes, voir Barros.
Kênia Barros da Silva Madureira est une ancienne joueuse brésilienne de volley-ball née le 22 septembre 1983 à Belo Horizonte. Elle mesure 1,83 m et jouait au poste de centrale. 

## Clubs
| Club                         | De        | À         |
| ---------------------------- | --------- | --------- |
| Barroca Tênis Clube          | 1998-1999 | 1998-1999 |
| Minas Tênis Clube            | 1999-2000 | 1999-2000 |
| Sparta Vôlei                 | 2000-2001 | 2000-2001 |
| Olympic Barbacena            | 2001-2002 | 2002-2003 |
| Clube de Regatas do Flamengo | 2003-2003 | 2003-2003 |
| Voleibol SESI Uberlândia     | 2003-2004 | 2003-2004 |
| Rio de Janeiro Volêi Clube   | 2004-2005 | 2004-2005 |
| Esporte Clube União Suzano   | 2005-2006 | 2005-2006 |
| Club Voleibol Albacete       | 2006-2007 | 2006-2007 |
| Club Voleibol Sanse          | 2007-2008 | 2007-2008 |
| Club Voleibol Tenerife       | 2008-2009 | 2008-2009 |
| Minas Tênis Clube            | 2010-2011 | 2010-2011 |
| Club Voleibol Murillo        | 2011-2012 | 2011-2012 |

## Palmarès
- Championnat du Brésil
  - Finaliste : 2000, 2005.
- Supercoupe d'Espagne
  - Vainqueur : 2008.
- Copa de la Reina
  - Finaliste : 2008, 2012.